# Запорізький військовий госпіталь
З початком повномасштабного воєнного вторгнення російських окупантів Запорізький військовий госпіталь у складі угруповання військ Сил оборони Запоріжжя забезпечив медичною допомогою тисячі поранених і хворих військовослужбовців зони територіально-адміністративної відповідальності. 
Запорізьким військовим госпіталем  сформована і організована робота декількох лікарсько-сестринських бригад, які виконують завдання за призначенням  безпосередньо на передній лінії зіткнення з противником з наданням пораненим військовослужбовцям кваліфікованої, з елементами спеціалізованої, медичної допомоги.
В умовах воєнного стану в інтересах виконання завдань Медичних Сил організована  тісна взаємодія з  цивільними закладами охорони здоров’я міста Запоріжжя.
На цей час Запорізький військовий госпіталь є багатопрофільним медичним закладом у складі декількох відділень, поліклініки, підрозділів забезпечення, лікарсько-сестринських бригад з можливостю лікувального та евакуаційного процесу, проведення гарнізонної і госпітальної військово-лікарської комісії, проведення різного ступеню складності хірургічних втручань поранених воїнів, лікування та повернення до строю хворих терапевтичного і інфекційного профілю.
У березні 2023 року Запорізький військовий госпіталь відвідав Президент України Володимир Зеленський 

## Відзнаки
За проявлену особисту мужність та героїзм, стійкість та рішучість при виконанні військового обов’язку під час заходів із забезпечення національної безпеки і оборони, відсічі і стримування збройної агресії російських окупантів Указами Президента України державними нагородами відзначені більше 50 військовослужбовців Запорізького військового госпіталю.
Серед них – Міхеєв Юрій Олександрович, Тєлушко Ярослав Володимирович, Турушина Вікторія Вадимівна, Пилипенко Наталія Григорівна, Жолудєв Олександр Олександрович, Кушнір Анастасія Валентинівна, Русанов Ігор Володимирович, Дейніченко Костянтин Юрійович, Вантєєв Олександр Вікторович і т.д. 
- В 2023 році колектив Запорізького військового госпіталю було нагороджено Почесною Грамотою Кабінету Міністрів України

## Хрест турботи

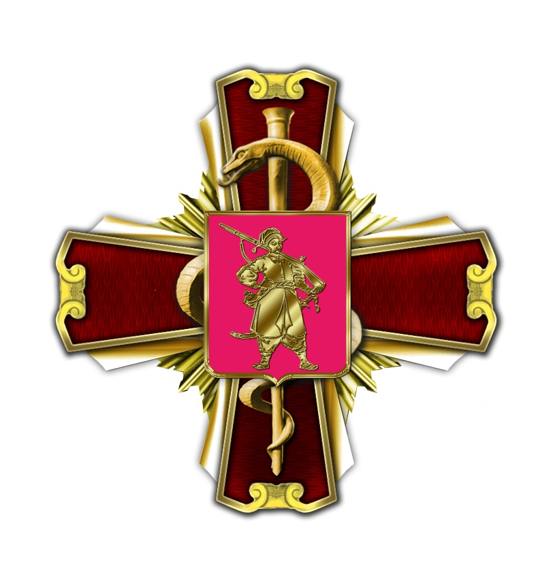

Запорізьким військовим госпіталем у 2022 році була започаткована власна відзнака – «Хрест турботи». Нагорода символізує турботу про поранених і хворих та повернення їх до звичайного життя. Комплектується посвідченням та футляром. 
"Хрестом турботи" нагороджуються військовослужбовці, працівники ЗСУ, а також волонтери     за заслуги перед Запорізьким госпіталем та Збройними Силами України. Серед нагороджених — Президент України Володимир Зеленський  та Олег Сенцов  - український кінорежисер, який лікувався після поранення в Запорізькому госпіталі.
Відзнаку від запорізьких медиків отримала Міністерка оборони Іспанії - Маргарита Роблес Фернандес та директор головного військового госпіталю Сарагоси (Іспанія) - генерал Хуан Лара Гаррідо за надання медичної допомоги українським Захисникам, забезпечення протезами важкопоранених українських військовослужбовців та навчання українських медиків.  